# あまるべ (列車)
あまるべは、西日本旅客鉄道（JR西日本）が姫路駅 - 浜坂駅間を播但線・山陰本線経由で運転していた急行列車および、山陰本線香住駅 - 浜坂駅間で運転していた快速列車である。
本項では、余部橋梁の観光列車の沿革についても記述する。

## 概要
山陰本線鎧駅 - 餘部駅間にある余部橋梁が鋼鉄製の鉄橋からコンクリート橋へ架け替えられることになり、余部橋梁に訪れる観光客が増加すると見込まれたため、2006年（平成18年）度から2009年（平成21年）度まで多くの観光列車が運転された。

## 急行・快速「あまるべ」

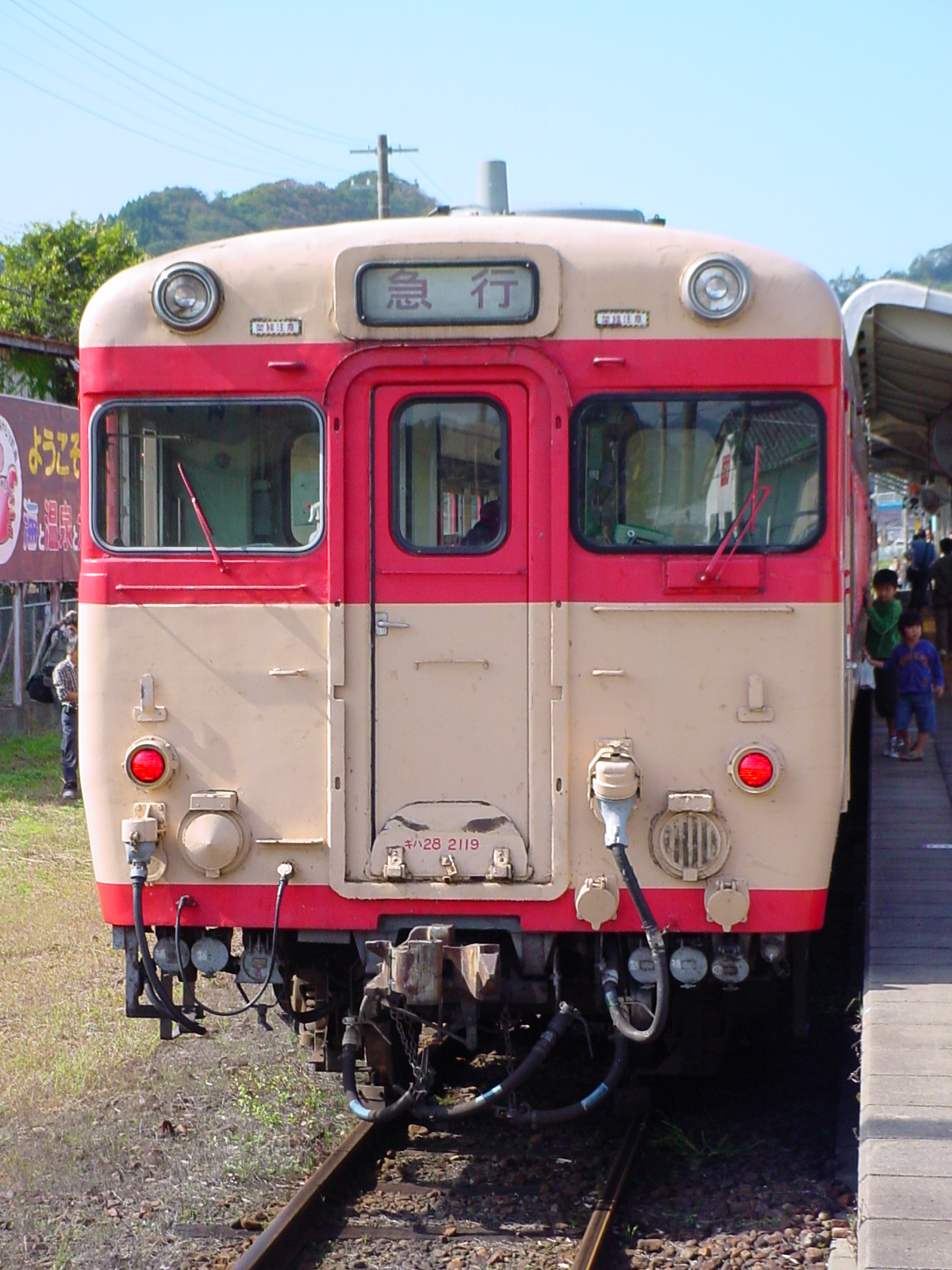
浜坂駅に停車中の急行「あまるべ」
（2006年10月21日）

香美町が行った余部鉄橋メモリアル事業にあわせて運転された急行列車および快速列車で、2006年（平成18年）10月21日の1日のみ運転された。運転区間と運転本数は、急行「あまるべ」が姫路駅 - 浜坂駅間で1往復、快速「あまるべ」が急行列車の間合い運用として香住駅 - 浜坂駅間で3往復設定された。余部橋梁通過時は日本海の絶景をゆっくりと眺めることができるように速度を落として運転された。

### 停車駅
急行「あまるべ」
姫路駅 - 福崎駅 - 寺前駅 - 生野駅 - 和田山駅 - 豊岡駅 - 城崎温泉駅 - 香住駅 - 餘部駅 - 浜坂駅
快速「あまるべ」
香住駅 - 餘部駅 - 浜坂駅

### 使用車両
車両はキハ28・58系の4両編成が使用され、急行は全車座席指定席で、快速は全車自由席であった。

## 想い出のあまるべ
2007年（平成19年）3月24日から4月1日に豊岡駅 - 浜坂駅間で運転された臨時列車。12系客車4両を使用した全車座席指定席で、DD51形ディーゼル機関車が牽引し、1往復運転された。途中、城崎温泉駅・香住駅・餘部駅に停車した。
この列車の運転にあわせ、余部鉄橋の設計図（複写したもの）が餘部駅のホームに展示されていた。

## 快速「あまるべロマン号」「あまるべマリン号」

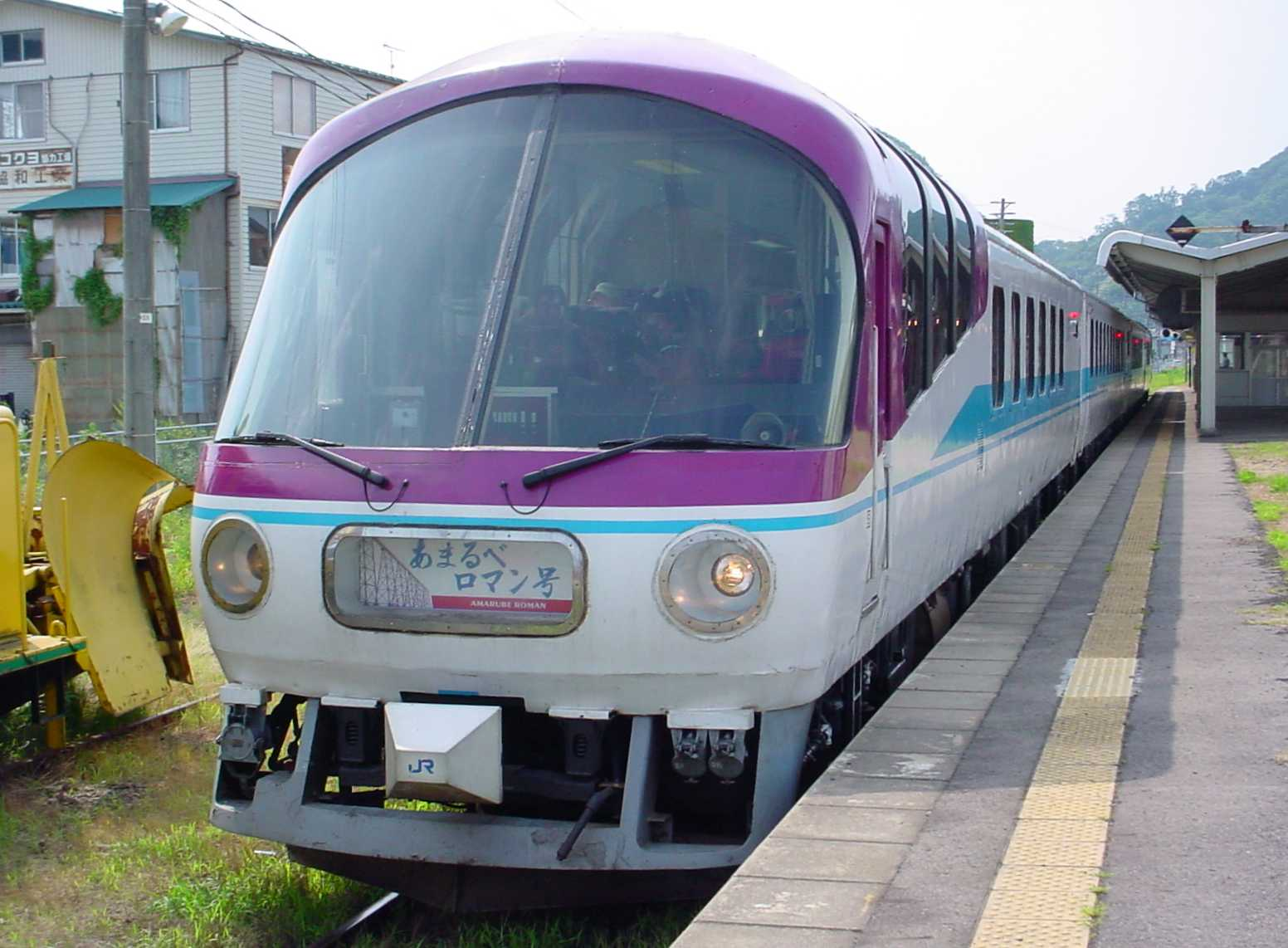
「あまるべロマン号」
（2005年8月11日 浜坂駅）

余部橋梁掛け替えに伴う観光列車として、2006年（平成18年）から初めて運転され、同年7月22日 - 8月27日（8月11日 - 8月17日は除く）に、豊岡駅 - 浜坂駅間で2往復、香住駅 - 浜坂駅間で2往復が運転され、このうち浜坂駅 → 香住駅間の列車は定期列車として3両編成で運転された。余部橋梁や眺めのよい香住駅 - 鎧駅間では速度を落として運転されていた。
その後、運転区間は年度により異なっていたが2往復運転され、2008年（平成20年）秋からは「あまるべマリン号」として運転されるようになった。
なお、2006年（平成18年）夏に運転された列車に乗車した旅客に対して、駅備え付けのリーフレットの引換券のアンケートを回答することにより、地元観光協会から乗車記念プレゼントがあり、2008年（平成20年）4月 - 5月にはイベントなどで観光PRをする「かすみ香りレディ」が香住駅 - 浜坂駅間で乗車し観光案内を行っていた。
| 列車名                    | 運転日                                                                                          | 運転区間                                          | 使用車両・編成                                  | 出典        |
| ------------------------- | ----------------------------------------------------------------------------------------------- | ------------------------------------------------- | ----------------------------------------------- | ----------- |
| 快速 「あまるべロマン号」 | 2007/05/03 - 2007/05/06                                                                         | 城崎温泉駅 - 浜坂駅間1往復 香住駅 - 浜坂駅間1往復 | キハ65系（エーデル車）4両 全車自由席            | [ 4 ]       |
| 快速 「あまるべロマン号」 | 2007/07/21 - 2007/08/10 2007/08/18 - 2007/08/26 2007/10/06 - 2007/10/08 2007/11/23 - 2007/11/25 | 豊岡駅 - 浜坂駅間1往復 香住駅 - 浜坂駅間1往復     | キハ65系（エーデル車）4両 全車指定席            | [ 5 ] [ 6 ] |
| 快速 「あまるべロマン号」 | 2008/04/26 - 2008/05/06 2008/07/19 - 2008/08/10の土曜・休日 2008/08/13 - 2008/08/17             | 城崎温泉駅 - 浜坂駅間2往復                        | キハ65系（エーデル車）4両 全車指定席            | [ 7 ] [ 8 ] |
| 快速 「あまるべマリン号」 | 2008/10/09 - 2008/10/13 2008/10/18 - 2008/11/03の土曜・休日                                     | 城崎温泉駅 - 浜坂駅間2往復                        | キハ28・58系、キハ65系（エーデル車） 全車指定席 | [ 9 ]       |
| 快速 「あまるべマリン号」 | 2009/04/04 - 2009/06/28の土曜・休日                                                             | 豊岡駅 - 浜坂駅間1往復 城崎温泉駅 - 浜坂駅間1往復 | キハ28・58系、キハ65系（エーデル車） 全車指定席 | [ 10 ]      |

停車駅
豊岡駅 - 城崎温泉駅 -（竹野駅）- 香住駅 - 餘部駅 - 浜坂駅
- 竹野駅は2008年（平成20年）10月から通過